# Stazione di Vierzon-Ville
La stazione di Vierzon-Ville (in francese Gare de Vierzon-Ville) è la principale stazione ferroviaria di Vierzon, Francia.